# Sirte (Turquia)
Sirte (em turco: Siirt) é uma cidade e distrito do sudeste da Turquia. É capital da província homónima e faz parte da região do Sudeste da Anatólia. O distrito tem 633 km² de área e em dezembro de 2021 tinha 172 824 habitantes (densidade: 273 hab./km²), dos quais 160 340 na cidade.